# Proktor
Proktor – w przemyśle tytoniowym urządzenie do obniżania i wyrównywania wilgotności liści tytoniowych. Składa się z tunelu o długości ok. 40 m, przenośnika siatkowego oraz instalacji elektrycznej i parowo-wodnej.